# Otto Friedrich Müller
Otto Friedrich Müller (Friderich, Fridrich ou Frederik) (Copenhague, 11 de março de 1730 – Copenhague, 26 de dezembro de 1784) foi um zoólogo dinamarquês.

## Biografia
Müller nasceu em Copenhagen. Ele foi educado para a igreja, tornou-se tutor de um jovem nobre e, após vários anos de viagem com ele, estabeleceu-se em Copenhague em 1767 e se casou com uma senhora rica.
Suas primeiras obras importantes, Fauna Insectorum Friedrichsdaliana (Leipzig, 1764) e Flora Friedrichsdaliana (Estrasburgo, 1767), relatando os insetos e a flora da propriedade de Frederiksdal, perto de Copenhague, recomendaram-no a Frederico V da Dinamarca, por quem ele foi contratado para continuar a Flora Danica um atlas abrangente da flora da Dinamarca. Müller adicionou dois volumes aos três publicados por Georg Christian Oeder desde 1761.
O estudo de microrganismos começou a ocupar sua atenção quase exclusivamente, e em 1771 ele produziu um trabalho em alemão sobre "Certos vermes que habitam água doce e salgada", que descreveu muitas novas espécies daqueles animais anulosos chamados por Linnaeus aphroditae e nereides, e deu muitas informações adicionais a respeito de seus hábitos. Ele descobriu a primeira diatomácea já vista, a diatomácea colonial Bacillaria paradoxa, embora pensasse que era um animal por causa de seu movimento.
Em seu Vermium Terrestrium et Fluviatilium, seu Animalium Infusoriorum, Helminthecorum, et Testaceorum non Marinorum, succincta Historia (2 vols. Em 4to, Copenhagen e Leipzig, 1773-74), ele organizou os Infusoria pela primeira vez em gêneros e espécies. Seu Hydrachnæ em Aquis Daniæ Palustribus detectæ et descriptæ (Leipzig, 1781) e Entomostraca (1785), descreve muitas espécies de microorganismos até então desconhecidos, entre outros dinoflagelados. A estes foi acrescentada uma obra ilustrada sobre os infusórios, publicada em 1786. Essas três obras, segundo o reitor contemporâneo dos naturalistas, Barão Cuvier., dê ao autor "um lugar na primeira fila daqueles naturalistas que enriqueceram a ciência com observações originais".
Seu Zoologiae Danicae Prodromus (1776) foi o primeiro levantamento da fauna dos reinos combinados da Noruega e da Dinamarca, e classificou mais de três mil espécies locais. Ele foi um dos primeiros a estudar microrganismos e estabeleceu a classificação de vários grupos de animais além dos infusórios, incluindo Hydrachnellae e Entomostraca, todos desconhecidos por Linnaeus.
Ele era membro da Academia Caesarea Leopoldina, um estrangeiro da Real Academia Sueca de Ciências (eleito em 1769), da Académie des sciences de Paris e da Sociedade de Amigos das Ciências Naturais de Berlim. Ele teve um impacto duradouro nos estudos zoológicos em toda a Europa.

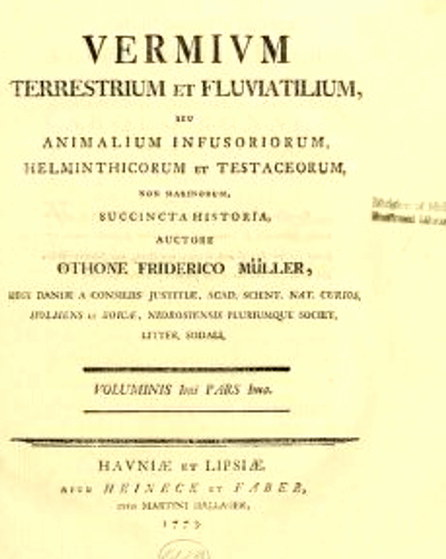
Página de rosto de "Vermivm terrestrium et fluviatilium, seu, Animalium infusoriorum, helminthicorum et testaceorum, não marinorum, succincta historia / auctore Othone Friderico Müller"

## Trabalhos
- Fauna Insectorum Fridrichsdaliana. Lipsiae: Hafniae et Gleditsch xxiv 96 pp. (1764).
- Vermium terrestrium et fluviatilium, seu animalium infusoriorum, helminthicorum, et testaecorum, não marinorum, succincta historia. Volumen alterum. pp. I-XXVI [= 1-36], 1–214, [1-10]. Havniæ [Copenhagen] et Lipsiæ [Leipzig]: Heineck e Faber, .(1773-1774).
- Zoologiae Danicae Prodromus, seu Animalium Daniae et Norvegiae Indigenarum caracteres, nomina, et synonyma imprimis popularium .... Copenhagen, Hallager para o autor, . (1776). "... o primeiro manual sobre este assunto (Zoologia Dinamarquesa e Norueguesa) e foi por muitos anos o mais completo. Foi planejado como o início de uma grande fauna ilustrada, mas apenas um volume apareceu antes da morte de Müller; os volumes seguintes, incluindo aqueles preparados por Søren Abildgaard e Martin Heinrich Rathke, nunca alcançou o padrão da Flora Danica iniciado por Georg Christian Oeder"[3]
- Animalcula infusoria fluviatilia et marina, quae detexit, sistemática descripsit et ad vivum delineari curavit . Havniae [Copenhagen] et Lipsiae [Leipzig]: Mölleri, . (1786).
- Entomostraca seu Insecta Testacea, quae in aquis Daniae et Norvegiae reperit, descripsit et iconibus illustravit . 135 pp., . (1785).